# 阮有豪 (隆美郡公)
阮有豪（越南语：／；1867年—1937年9月13日），全名皮埃爾·阮有豪（法語：Pierre Nguyễn Hữu Hào），越南法屬時期南圻大地主，南芳皇后之父。

## 生平
阮有豪是鵝貢（今屬前江省）人，出身於信奉天主教的大地主家庭，早年在法國留學。後與黎氏平結婚。黎氏平的父親縣仕黎發達是南圻四大資本家之一。兩人結婚對阮有豪的事業發展很有幫助。
阮有豪擁有的土地遍佈整個南圻。1928年，阮有豪在瀝架省就擁有上千畝土地。而且，阮有豪受過西式教育，懂得如何經營種植園，所以他在邊和省、婆地省、大叻市、鵝貢省、新安省和瀝架省的種植園規模越來越大。
阮有豪一家曾經住在西貢，後來又搬到了景色宜人的大叻。1934年，阮有豪的次女阮有氏蘭在順化嫁給保大帝。而他的長女則嫁給了法國的提盧（Didelot）男爵。
1935年4月25日，保大帝恩封阮有豪為隆美侯（越南语：／），妻子黎氏平為二品端人。5月30日，在大叻市举行封爵礼。
1937年8月30日，保大帝晉封阮有豪為隆美郡公（越南语：／）。9月13日，阮有豪在西貢去世，壽71歲。死後在西貢和大叻兩地舉行了盛大的葬禮。
阮有豪去世後葬在大叻市，阮有豪墓現在成了大叻的旅遊景點之一。在阮有豪墓園內，立有南芳皇后和姐姐的提盧男爵夫人撰寫的碑銘《顯考隆美郡公阮公碑銘》，落款是“親女 大南國南芳皇后 的提盧男爵夫人”。

## 家庭

### 妻子
妻子黎氏平（Marie Lê Thị Binh），全名瑪麗·黎氏平，南圻大富豪黎發達之女，兩人育有2女。1938年，晉封一品夫人。

### 女兒

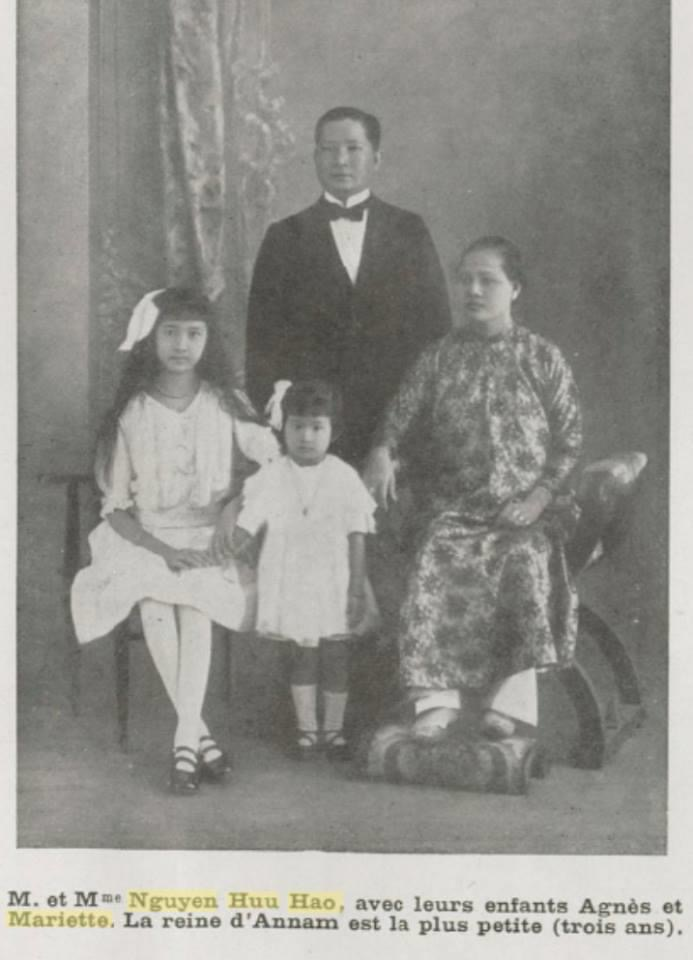
阮有豪一家

- 長女阿涅斯·瑪麗·阮有豪（Agnès Marie Nguyễn Hữu Hào；1903年8月13日－？），1928年與法國迪德洛男爵皮埃爾·朱爾·弗朗索瓦·迪德洛（Pierre Jules François Didelot）結婚
- 次女阮有氏蘭（讓娜·瑪麗埃特·阮有豪，Jeanne Mariette Nguyễn Hữu Hào），保大帝皇后